# Hugo Bros
Hugo Bros (* 19. Juni 1904 in Worms; † 26. März 1976 in Bensheim) war ein deutscher Politiker (CDP, CDU).
Hugo Bros studierte Rechtswissenschaften und wurde Rechtsanwalt und Notar. Bros, der evangelischer Konfession war, gehörte von 1933 der DDP an. 1933 trat er dem NSRB bei.
Nach dem Krieg trat er der CDP bzw. CDU bei. 1946/47 war er Mitglied der Beratenden Landesversammlung des Landes Rheinland-Pfalz. Am 15. Januar 1948 erfolgte die Einstellung des Säuberungsverfahrens durch den Untersuchungsausschuss Worms-Stadt. 1948 bis 1949 war er Mitglied des Stadtrats der Stadt Worms.